# 乞里吉忽帖尼
乞里吉忽帖尼（?—?），蒙古帝国人物。窝阔台的皇后（哈屯、可敦），是第六皇后，其为乞里吉思氏。为窝阔台生二子：阔端、灭里。1252年，蒙哥让忽帖尼住在阔端所居地之西。
乞里吉忽帖尼原为成吉思汗的后妃，成吉思汗死后，为成吉思汗之子窝阔台收继，中国蒙古学学会副会长刘迎胜教授根据《五族谱》与《贵显世系》指出，乞里吉忽帖尼就是成吉思汗大斡耳朵中的阔里桀担皇后。